# Altamont (Oregón)
Altamont es un lugar designado por el censo ubicado en el condado de Klamath en el estado estadounidense de Oregón. En el año 2000 tenía una población de 19,603 habitantes y una densidad poblacional de 868.2 personas por km².

## Geografía
Altamont se encuentra ubicado en las coordenadas 42°12′9″N 121°43′35″O / 42.20250, -121.72639.

## Demografía
Según la Oficina del Censo en 2000 los ingresos medios por hogar en la localidad eran de $31,831 y los ingresos medios por familia eran $37,715. Los hombres tenían unos ingresos medios de $31,229 frente a los $22,495 para las mujeres. La renta per cápita para la localidad era de $15,957. Alrededor del 13,7% de la población estaban por debajo del umbral de pobreza.